# Insigne impérial et royal autrichien pour la science et l'art
 (avril 2018).
Si vous disposez d'ouvrages ou d'articles de référence ou si vous connaissez des sites web de qualité traitant du thème abordé ici, merci de compléter l'article en donnant les références utiles à sa vérifiabilité et en les liant à la section « Notes et références ».

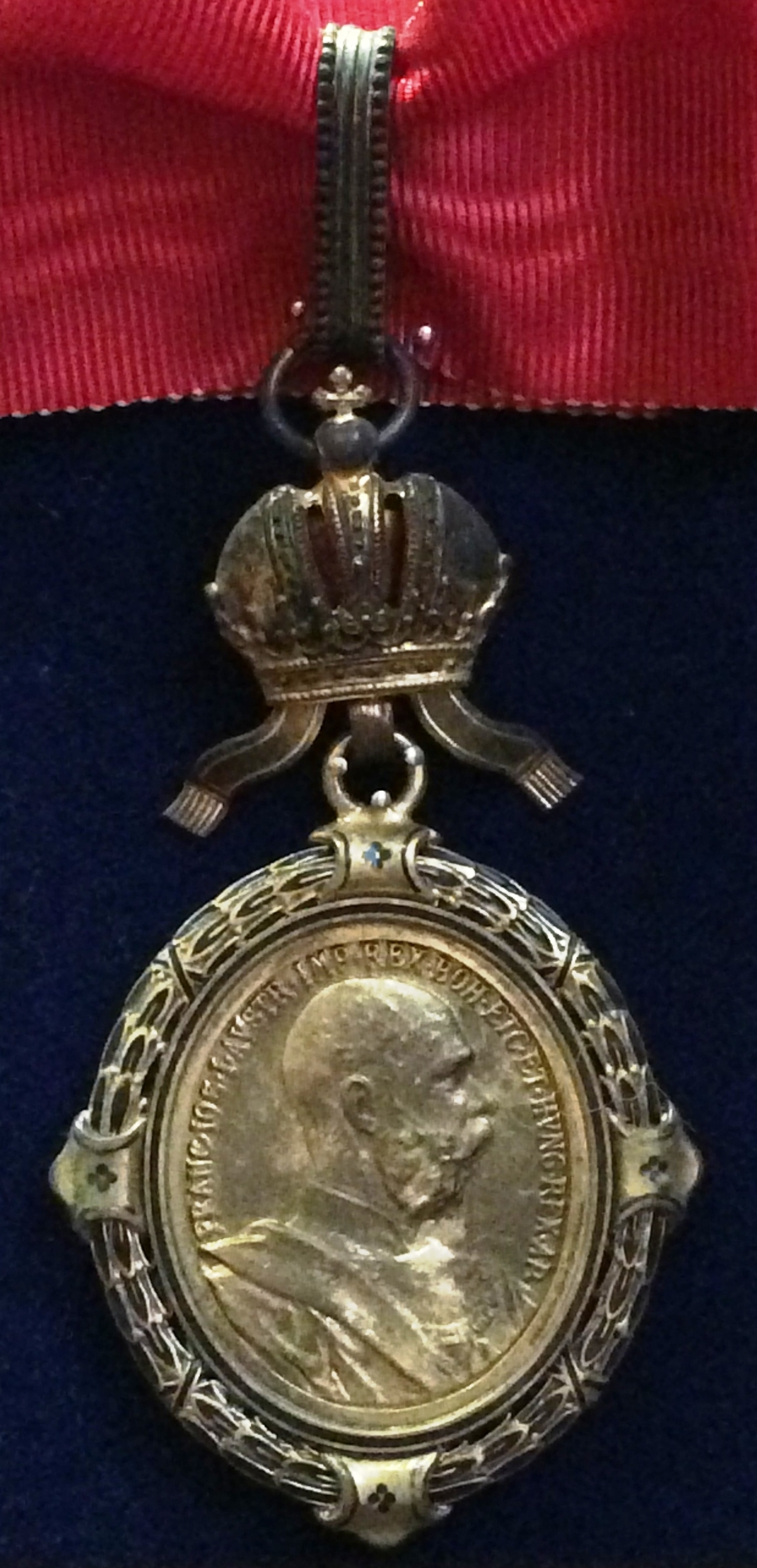
Insigne pour la Science et l'Art.

L’Insigne pour la Science et l'Art, aussi connu sous le nom de Litteris et Artibus a été créé le 18 août 1887 par François-Joseph Ier d'Autriche alors empereur d'Autriche et roi de la Hongrie avec l'accord des deux ministres-présidents. L'insigne remplace la Médaille en Or Impériale et Royale déjà décernée depuis 1835 par l'empereur Ferdinand Ier d'Autriche, mais qui à cause de son poids ne peut être portée comme insigne.

## Description de l'insigne
La médaille d'or ovale est partiellement cerclée par une couronne de laurier noire émaillée. Une petite couronne impériale d'Autriche est fixée entre l'insigne et l'anneau porteur. L’inscription : FRANC·JOS·I·AVSTR-IMP·REX·BOH·ETC·ET·HVNG·REX·AP· (François Joseph Ier empereur d'Autriche, roi de Bohême et de Hongrie) entoure le donateur en habit cérémonial de l'Ordre de la Toison d'Or. Au revers, figure  une inscription sur trois lignes peut être trouvée: LITTERIS ET ARTIBVS (pour les lettres et les arts), semblable à l'actuelle Österreichischen Ehrenzeichen für Wissenschaft und Kunst (de)

## Façon de porter la décoration
Pour les hommes, la décoration est portée en collier par un ruban rouge, pour les femmes, elle est portée en ruban sur le sein droit.

## Les détenteurs
La décoration est remise aussi bien aux sujets de l'Empire qu'aux étrangers, restreint depuis mars 1899 à quarante détenteurs vivants. Au total, la décoration est décernée à 95 sujets et à 25 étrangers. La reine Elisabeth de Wied reçut l'Ordre en tant qu'écrivaine sous le pseudonyme de "Carmen Sylva" le 28 septembre 1896 dans une version inédite sertie de diamants. 
Pour les autres porteurs, voir : Liste der Träger des Österreichischen Ehrenzeichens und der Österreichischen Ehrenkreuze für Wissenschaft und Kunst (de)

## Autres
À la mort des détenteurs, les héritiers devaient remettre la décoration.

## Littérature
- Johann Stolzer, Christian Steeb : Österreichs Orden vom Mittelalter bis zur Gegenwart. Akademische Druck- und Verlagsanstalt. Graz 1996.  (ISBN 3-201-01649-7). S. 291f.
- Roman von Procházka (de) : Österreichisches Ordenshandbuch. Graf Klenau oHG. München 1974. S. 62.